# Эльген (приток Колымы)
Эльген (в верховье Прав. Эльген) — река в Среднеканском районе Магаданской области, левый приток Колымы. Длина реки — 119 км. Площадь водосборного бассейна насчитывает 1900 км².
Берёт начало как Правый Эльген на высоте около 1200 м. Притоки — Средний Эльген, ручей Старый, ручей Таран, Левый Эльген, ручей Белый. Впадает в реку Колыма слева на расстоянии 1557 км от устья. Высота устья над уровнем моря — около 198 м.
Крупных населённых пунктов на берегах реки нет.
По данным государственного водного реестра России относится к Анадыро-Колымскому бассейновому округу. Код водного объекта 19010100212119000017990.